# أيدان باتلر
أيدان باتلر (بالإنجليزية: Aidan Butler)‏ هو لاعب قذف أيرلندي، ولد في 1975 في Clonoulty ‏ في جمهورية أيرلندا.